# Zdeněk Slába
Zdeněk Slába (* 10. července 1946, Česká Lípa) je významný regionální umělec, malíř a keramik, v Karlových Varech. Zde též působil jako dlouholetý pedagog na Střední uměleckoprůmyslové škole keramické a sklářské, tehdy s názvem Střední průmyslová škola keramická.

## Vzdělání a profese
Narodil se 10. července 1946 v České Lípě. V letech 1960–1964 absolvoval Gymnázium Ostrov, od roku 1964 studoval na Karlově univerzitě – Fakultě tělesné výchovy a sportu, obor tělesná výchova a biologie. Po ukončení studia roku 1969, před povinným nástupem k výkonu ZVS, pak krátce učil na základní škole v Ostrově. Od roku 1971 do konce své profesní kariéry působil v Karlových Varech na Střední průmyslové škole keramické jako učitel biologie, ekologie, tělesné výchovy a dílenských předmětů (sádrovna a vytváření porcelánu). V roce 1998 se stal zástupcem ředitele, od roku 2008 zde pak dále učil jako pracující důchodce.
Je členem hnutí Karlovarská občanská alternativa (KOA), za které byl v roce 2010 zvolen do zastupitelstva města a odpracoval zde dvě volební období.
V březnu 2012 se stal radním Karlových Varů. Nikdy nebyl členem žádné politické strany.

## Sport
Ve sportu byl vždy aktivní. Jako zástupce skupiny dorostenců se zúčastnil celostátní spartakiády, byl vedoucím reprezentačního celku celostátních přeborů na Slovensku v atletice, v roce 1971 založil turnaj k Mezinárodnímu dni studentstva v basketbalu. Průběžně se věnoval trenérské činnosti – odbíjená, vodní slalom, sjezdové lyžování.

## Umění
Je významným regionálním umělcem a aktivním výtvarníkem, zabývá se keramikou i olejomalbou. Vypracoval si osobitý výtvarný styl inspirovaný surrealismem, nevyhýbá se ani krajinomalbě. Vystavuje v galeriích Karlovarska.

## Vydané knihy
- Od spermie po krematorium – povídky a verše o životě a stárnutí psány stylem humorným a zároveň moudrým. Ilustrace Dalibor Nesnídal, typografická úprava a redakce Vladimír Kalný. Vydáno vlastním nákladem v roce 2025, Karlovy Vary, 1. vydání, počet stran 117, ISBN 978-80-11-05801-2.[6]